# Осташево (Тутаевский район)
В Ярославской области ещё 3 деревни с таким названием.
Осташево — деревня Николо-Эдомского сельского округа Артемьевского сельского поселения Тутаевского района Ярославской области .
Деревня находится на юге сельского поселения, на расстоянии около 2 км с северо-запада от железной дороги Ярославль — Рыбинск, железнодорожной станции Ваулово и одноимённый посёлок при ней. На расстоянии около 700 м к востоку от Осташево стоит деревня Полуэктово. К югу от деревни, между Осташево и Валуево находся исток и верхнее течение реки Накринка. Через Осташево проходит дорога от станции Ваулово к расположенному севернее одноимённому селу Ваулово и далее к городу и районному центру Тутаев .
Деревня Осташева указана на плане Генерального межевания Борисоглебского уезда 1792 года. В 1825 Борисоглебский уезд был объединён с Романовским уездом. По сведениям 1859 года деревня относилась к Романово-Борисоглебскому уезду .
На 1 января 2007 года в деревне Осташево числилось 112 постоянных жителей . По карте 1975 г. в деревне жило 38 человек. Почтовое отделение, находящееся в городе Тутаев, обслуживает в деревне 47 домов .